# Leichtathletik-Weltmeisterschaften 2023/Teilnehmer (Kroatien)
| Goldmedaillen | Silbermedaillen | Bronzemedaillen |
| ------------- | --------------- | --------------- |
| -             | -               | -               |

Der Leichtathletikverband von Kroatien nahm an den Leichtathletik-Weltmeisterschaften 2023 in Budapest teil. Neun Athletinnen und Athleten wurden vom kroatischen Verband nominiert.

## Ergebnisse

### Männer

#### Laufdisziplinen
| Athlet         | Disziplin | Vorlauf     | Vorlauf | Halbfinale | Halbfinale | Finale | Finale |
| Athlet         | Disziplin | Zeit        | Platz   | Zeit       | Platz      | Zeit   | Platz  |
| -------------- | --------- | ----------- | ------- | ---------- | ---------- | ------ | ------ |
| Marino Bloudek | 800 m     | 1:46,63 min | 26      | DNQ        | DNQ        | –      | –      |

#### Sprung/Wurf
| Athlet           | Disziplin   | Qualifikation | Qualifikation | Finale     | Finale |
| Athlet           | Disziplin   | Weite/Höhe    | Platz         | Weite/Höhe | Platz  |
| ---------------- | ----------- | ------------- | ------------- | ---------- | ------ |
| Filip Pravdica   | Weitsprung  | 7,74 m        | 23            | DNQ        | DNQ    |
| Filip Mihaljević | Kugelstoßen | 21,10 m       | 08            | 21,57 m    | 07     |
| Martin Marković  | Diskuswurf  | 61,88 m       | 26            | DNQ        | DNQ    |

### Frauen

#### Laufdisziplinen
| Athletin       | Disziplin | Vorlauf | Vorlauf | Halbfinale | Halbfinale | Finale       | Finale |
| Athletin       | Disziplin | Zeit    | Platz   | Zeit       | Platz      | Zeit         | Platz  |
| -------------- | --------- | ------- | ------- | ---------- | ---------- | ------------ | ------ |
| Bojana Bjeljac | Marathon  |         |         |            |            | 2:35:49 h SB | 33     |

#### Sprung/Wurf
| Athletin        | Disziplin  | Qualifikation | Qualifikation | Finale     | Finale |
| Athletin        | Disziplin  | Weite/Höhe    | Platz         | Weite/Höhe | Platz  |
| --------------- | ---------- | ------------- | ------------- | ---------- | ------ |
| Jana Koščak     | Hochsprung | DNS           | DNS           | –          | –      |
| Sandra Perković | Diskuswurf | 65,62 m SB    | 03            | 66,57 m SB | 05     |
| Marija Tolj     | Diskuswurf | 58,92 m       | 18            | DNQ        | DNQ    |
| Sara Kolak      | Speerwurf  | 55,89 m       | 23            | DNQ        | DNQ    |